# Meripilus giganteus
O Meripilus giganteus é um fungo políporo da família Meripilaceae [en]. Ele causa uma podridão branca em vários tipos de árvores de folhas largas, principalmente Fagus, mas também espécies de Abies, Picea, Pinus, Quercus e Ulmus. Esse fungo políporo costuma ser encontrado em grandes aglomerados na base das árvores, embora os esporocarpos às vezes sejam encontrados a alguma distância do tronco, parasitando as raízes. O M. giganteus tem uma distribuição circumboreal no hemisfério norte e é amplamente distribuído na Europa. No campo, é reconhecível pelo corpo de frutificação grande e com várias cápsulas, bem como por sua superfície de poros que escurece rapidamente quando machucada ou ferida.

## Descrição
Os basidiocarpos consistem em numerosos píleos achatados em forma de leque, semelhantes a rosetas; eles têm normalmente 50-150 centímetros de diâmetro e 10-50 centímetros de altura. Os píleos individuais, de até 10-50 centímetros de diâmetro e 1-5 centímetros de espessura, surgem de um caule basal comum.

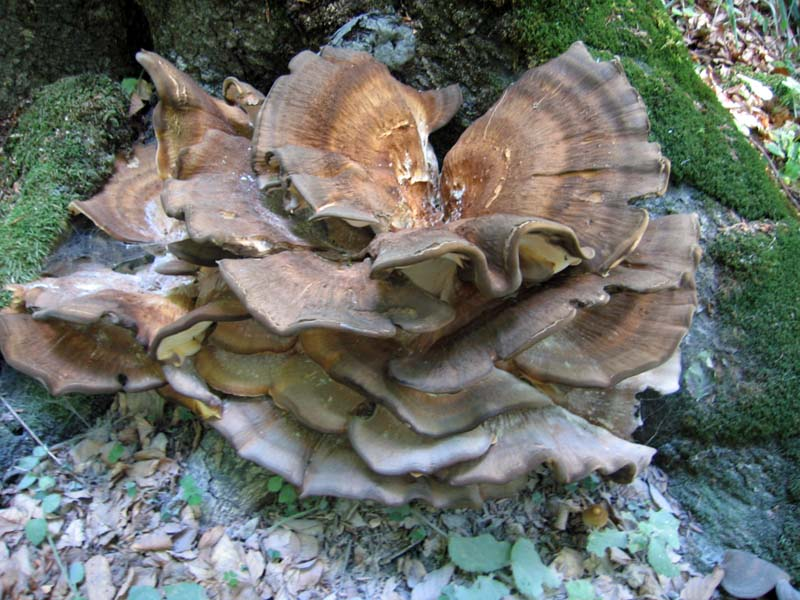
Um espécime mais antigo de M. giganteus com píleo marrom.

O peso é de 10 a 50 kg, mas o espécime mais pesado pode chegar a 90 kg.
A cor da superfície do píleo é de bronzeado pálido a marrom castanho opaco em espécimes jovens, mas escurece com a idade, tornando-se zonas concêntricas de vários tons de marrom.
A superfície também é finamente fibrilosa com pequenas escamas. Há de 3 a 6 poros por milímetro na parte inferior; a superfície dos poros é marrom e preta, o que ajuda a diferenciá-la da espécie semelhante Grifola frondosa.
A infecção de uma árvore geralmente ocorre por meio de uma raiz principal morta, e a decomposição é amplamente restrita às raízes, principalmente na parte inferior. As árvores infectadas geralmente apresentam afinamento da parte externa da copa devido ao comprometimento da função da raiz. O fracasso da árvore se deve à fratura frágil das raízes laterais degradadas.

### Características microscópicas
Os esporos têm forma aproximadamente esférica a ovoide ou elipsoide, com dimensões típicas de 6-6,5 por 5,5-6 μm. Sob um microscópio, eles parecem translúcidos (hialinos), lisos e não amiloides, o que significa que não absorvem a coloração do reagente de Melzer. Os basídios - as células portadoras de esporos - são em forma de taco, com quatro esporos e têm 22-40 por 7-8 μm.
Os fungos políporos podem ser distinguidos ainda pelo tipo de hifa que compõe seu esporocarpo. O M. giganteus tem o chamado sistema hifal monomítico, pois seu esporocarpo é composto apenas de hifas vegetativas.

## Comestibilidade
O Meripilus giganteus era anteriormente considerado não comestível, devido à sua polpa muito grossa e ao sabor levemente ácido, mas fontes mais recentes o listam como comestível. Espécimes mais jovens podem ser mais saborosos; um autor observa que ele é “comido no Japão”. Além disso, ele pode ser consumido por engano devido à sua semelhança com a espécie comestível comumente conhecida como maitake (Grifola frondosa), que é considerada muito mais saborosa.

## Habitat e distribuição

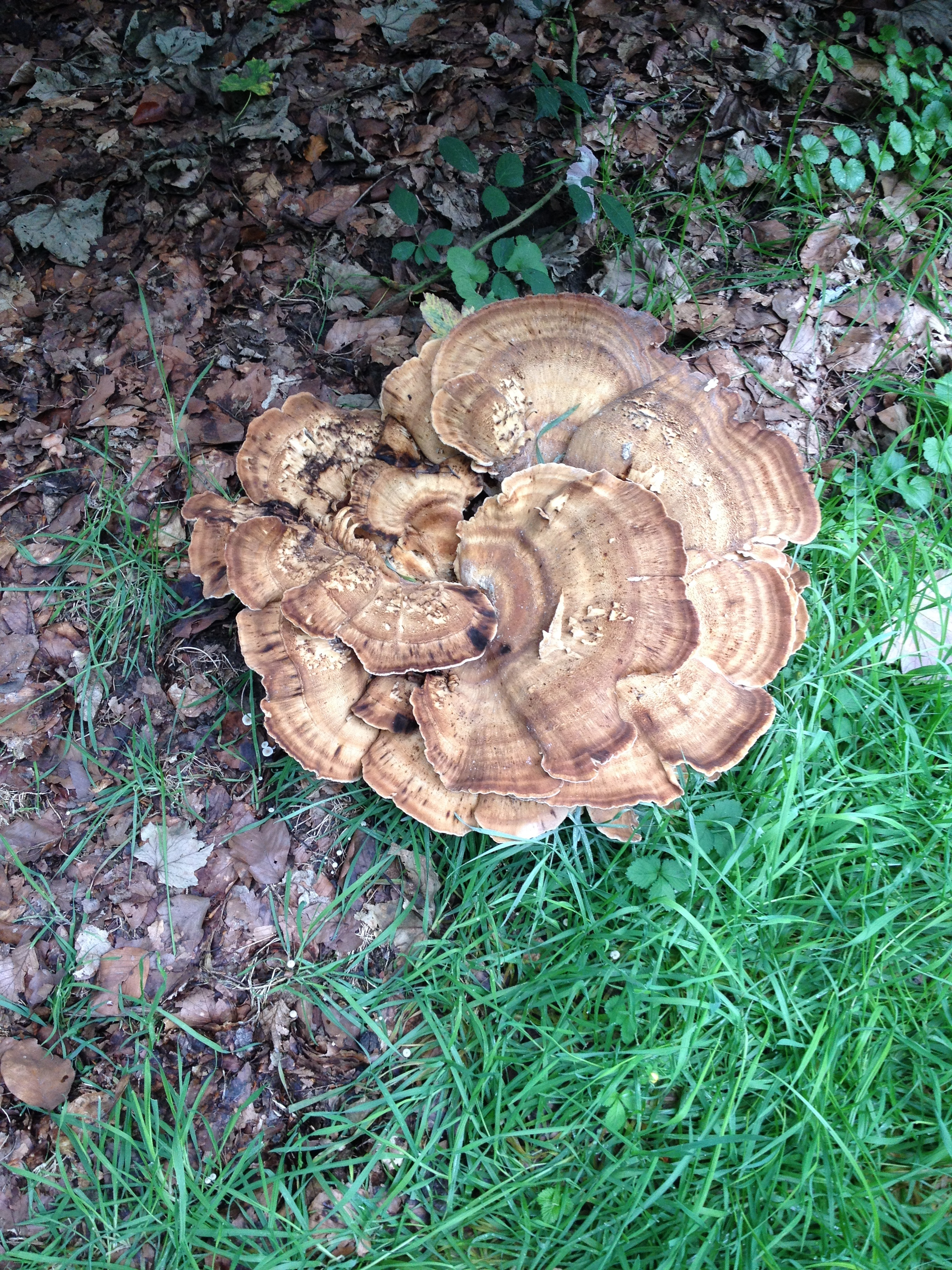
Embora geralmente seja encontrado em troncos de árvores, não é incomum encontrá-lo longe da árvore.

Esse cogumelo pode ser encontrado crescendo em madeiras de lei e, mais raramente, em coníferas. De acordo com Ryvarden e Gilbertson em sua monografia sobre os políporos da Europa, o M. giganteus cresce especialmente em espécies de árvores Quercus e Fagus, mas também foi coletado nas madeiras de lei Acer, Aesculus, Alnus, Betula, Castanea, Celtis, Corylus, Eucalyptus, Laurus, Myrica, Persea, Pittosporum, Platanus, Populus, Prunus, Pyrus, Tilia, Ulmus; também foi encontrado crescendo nas espécies de coníferas Abies, Larix e Pinus.
O M. giganteus tem uma distribuição circumboreal no hemisfério norte. Foi coletado na Europa, Escandinávia, na área anteriormente conhecida como União Soviética, Irã e Turquia. Embora muitos guias de campo o listem como ocorrendo na América do Norte, isso se deve à confusão com o M. sumstinei; o M. giganteus não é encontrado na América do Norte. Um estudo da frequência de ocorrência de fungos lignolíticos em árvores de rua e árvores de parque em Hamburgo, Alemanha, constatou que o M. giganteus era a espécie mais comum.

## Espécies similares
O fungo políporo Grifola frondosa é semelhante em sua aparência geral, mas pode ser distinguido por seu píleo mais acinzentado e poros maiores.  Bondarzewia berkeleyi é frequentemente confundido com M. giganteus (ou M. sumstinei) no leste da América do Norte, mas pode ser distinguido por sua falta de manchas pretas e poros muito maiores.

## Literatura citada
- Schmidt O. (2006). Wood and Tree Fungi: Biology, Damage, Protection, and Use. Berlin: Springer. ISBN 978-3-540-32138-5